# Burwell (Lincolnshire)
Pour les articles homonymes, voir Burwell.
Burwell est une paroisse civile et un village du Lincolnshire, en Angleterre.